# Malet Street
Malet Street est une rue de Londres. 

## Situation et accès
C’est une petite rue de Bloomsbury, dans le London Borough of Camden, qui est située entre Torrington Place et le British Museum, parallèle à Gower Street et Tottenham Court Road.
La station de métro la plus proche est Goodge Street, desservie par la ligne  Northern.

## Origine du nom

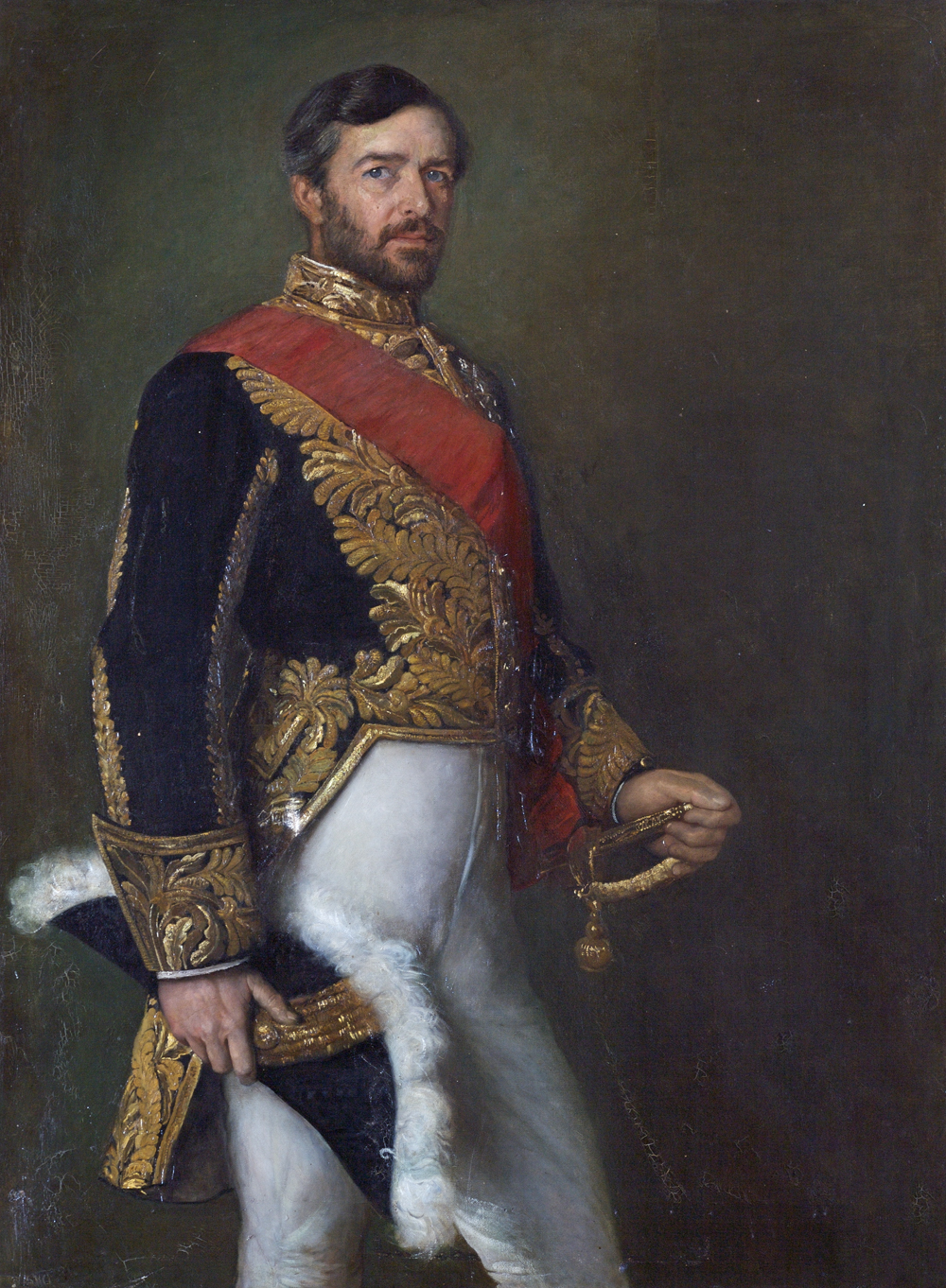
Edward Malet.

La rue évoque la mémoire du diplomate Sir Edward Baldwin Malet (1837-1908).

## Bâtiments remarquables et lieux de mémoire
Elle est célèbre pour être le lieu où se situe le Senate House, le bâtiment principal de l’Université de Londres, l’École d’hygiène et de Médecine tropicale de Londres, le Syndicat de l’Université de Londres et la Royal Academy of Dramatic Art. Birkbeck, University of London est également situé sur la rue bien que son entrée donne désormais sur Torrington Square.

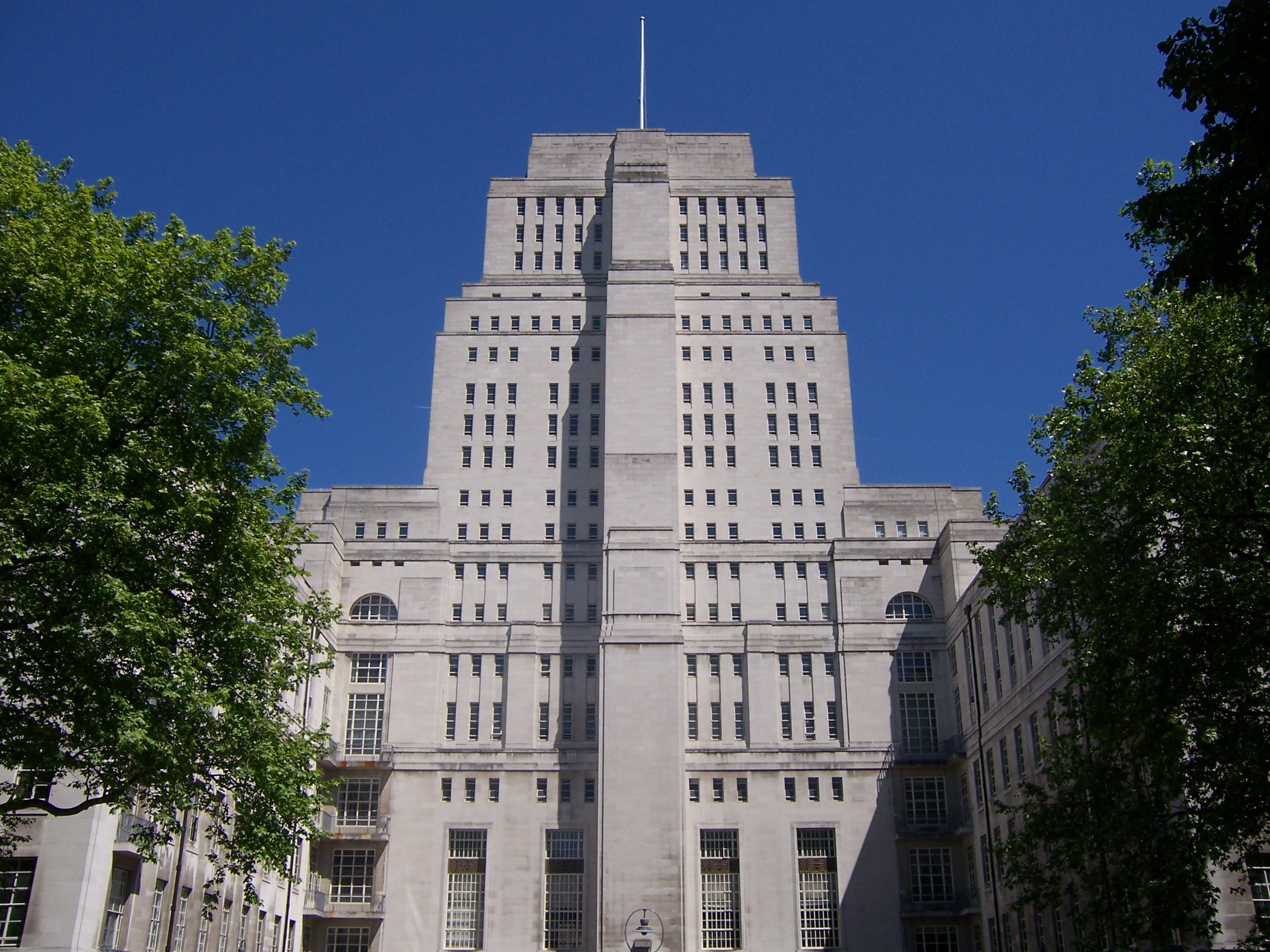
Senate House
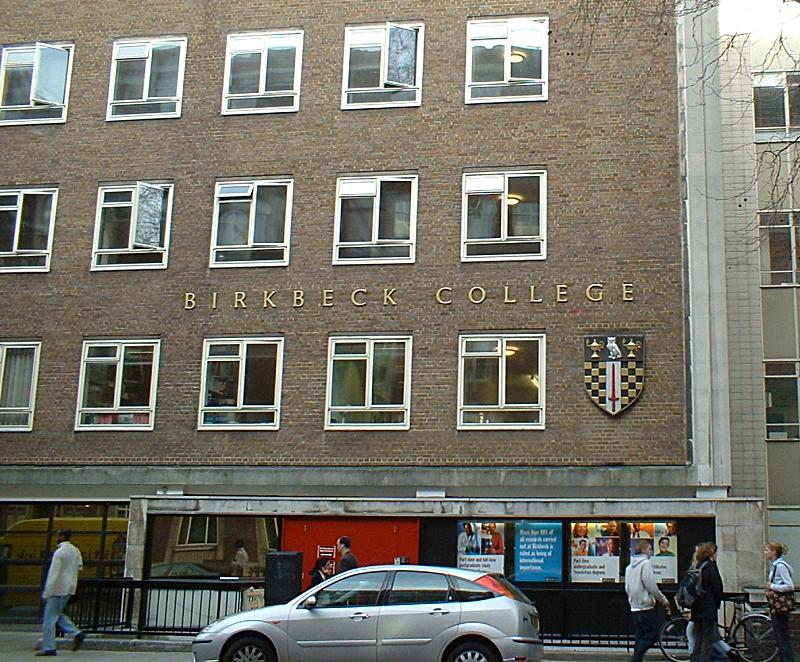
Façade du bâtiment principal de Birkbeck
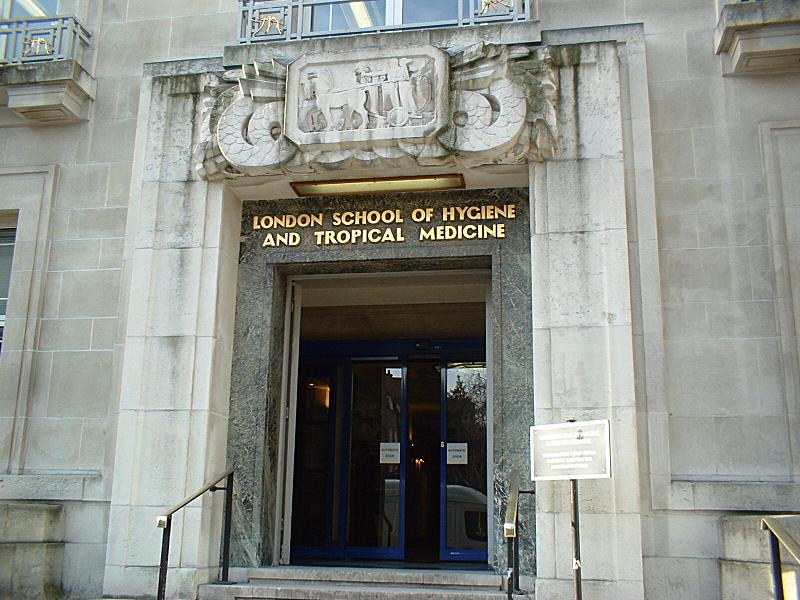
London School of Hygiene and Tropical Medicine
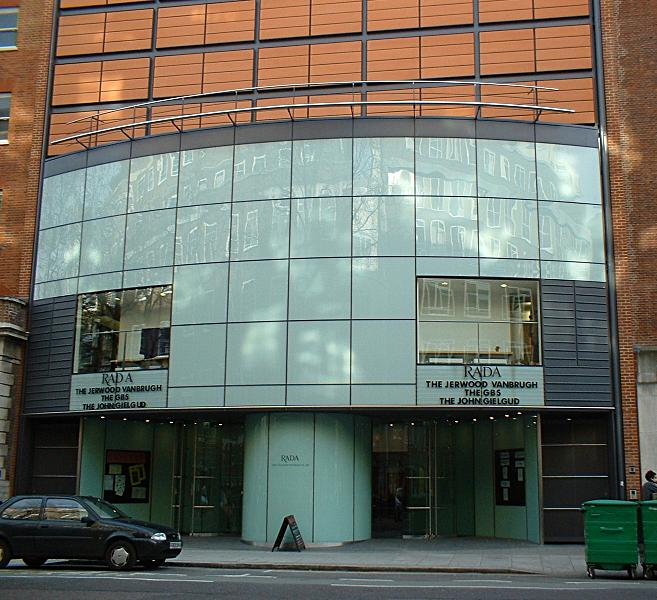
Royal Academy of Dramatic Art